# Onychomys arenicola
Onychomys arenicola — гризун, що зустрічається на південному заході Нью-Мексико, Західному Техасі та північно-центральній Мексиці. Вони схожі на Onychomys torridus, але відрізняються каріотипом і розміром. Ця миша менша в усіх відношеннях, за винятком довжини носа черепа.
Вони зустрічаються в напівзасушливих місцях існування, преріях і чагарниках. Харчуються в основному комахами та іншими безхребетними, включаючи скорпіонів. Вони також харчуються дрібними гризунами-муроїдами та кишеньковими мишами.

## Морфологічна характеристика
Цей вид трохи менший за північну мишу-коник і досягає довжини голови та тіла від 85 до 104 мм, довжини хвоста від 46 до 55 мм і ваги від 21 до 29 г. Має задні лапи довжиною 18–22 мм і вуха довжиною 16–22 мм. На верхній частині коричневого хутра є кілька темніших волосків, які створюють сірий відтінок. Низ і лапи вкриті білою шерстю. Хвіст від коричневого до сірого зазвичай має короткий білий кінчик. Деякі білі волоски характерні для коричневих вух.

## Спосіб життя
Цей гризун використовує підземні нори, викопані самостійно або прийняті. Веде нічний спосіб життя, поїдає жуків, коників, інших членистоногих і молюсків. У цього виду самці засновують і захищають територію і беруть участь у вихованні потомства. Період розмноження з березня по вересень. Новонароджених годують від 20 до 23 днів, а самки досягають статевої зрілості приблизно через вісім тижнів.